# Distretto di Chuadanga
Il distretto di Chuadanga è un distretto del Bangladesh situato nella divisione di Khulna. Si estende su una superficie di 1.174,10 km² e conta una popolazione di 1.129.015 abitanti (dato censimento 2011).

## Suddivisioni amministrative
Il distretto si suddivide nei seguenti sottodistretti (upazila):
- Alamdanga
- Chuadanga Sadar
- Jiban Nagar
- Damurhuda